# Karspitzbahn 2
De Karspitzbahn 2 is een 8er gondelbaan gebouwd door de firma Doppelmayr voor de Zeller Bergbahnen in het dorp Rohr, vlak bij Zell am Ziller in het Zillertal. De kabelbaan is gebouwd door Doppelmayr in 2010 en heeft daarmee de oude DSB, de Sportbahn, vervangen. De kabelbaan heeft een capaciteit van 2400 personen per uur en cabine's van CWA Constructions uit Zwitserland. In de zomer van 2010 is men begonnen met de start van de bouw om de kabelbaan in de winter van 2010/2011 te openen. Het eerste deel, de Wiesenalmbahn I is in gebruik sinds de winter van het jaar 2008/2009. Bij deze kabelbaan was er al rekening gehouden met de bouw van de Wiesenalmbahn II, doordat er al een fundering is aangelegd bij het berg station van de Karspitzbahn 1, het huidige midden station van de kabelbaan.
De garage van de kabelbaan bevindt zich in het dalstation, maar er worden ook een aantal cabines voor de eerste sectie in dit gedeelte opgesteld. De capaciteit van de eerste sectie kon hierdoor ook verhoogd worden van 1976 naar 2400 personen per uur.